# ابن الدهان موصلی
افراد دیگری با شهرت «ابن دَهّان» زیسته‌اند.
ابن الدَهّان موصلی (۱۱۲۸- ۱۱۸۶م) (ابوالفرج عبدالله بن اسعد) محدث، فقیه و شاعر عربی عراقی در سدهٔ ششم هجری بود که بیشتر در حمص زیست.

## زندگی
نسب کاملش «مهذّبُ‌الدین ابوالفرج عبدالله بن اسعد بن علی بن عیسی بن علی ابن الدهّان موصلی حمصی» ذکر شده است. در موصل به سال ۱۱۵۷م/ ۵۵۲ق زاده شد. از زندگی‌اش در موصل، آگاهی‌هایی نیست. به مصر کوچید و آنجا طلائع بن رزیک را مدح کرد. پس از مصر به شام رفت و در حمص ساکن شد. هرچندگاه به دمشق می‌رفت و نزد علمای آنجا می‌ماند. در حمص، به تدریس می‌پرداخت. یک بار در مدرسه‌ای در حمص با عمادالدین اصفهانی دیدار کرد. درگذشت ابن الدهّان موصلی در شعبان ۵۸۱ق/اکتبر ۱۱۸۶م روی داد.